# Gudja United Football Club
Il Gudja United Club è una società calcistica maltese con sede nella cittadina di Gudja.
Nella stagione 2024-25 milita in Challenge League, la seconda divisione del campionato maltese.

## Storia
Il club, fondato nel 1945, ha nel 2019 raggiunto per la prima volta nella sua storia la promozione nella Premier League maltese, dopo il secondo posto nel campionato di First Division. Dopo 5 anni di permanenza in massima serie, la squadra è nuovamente retrocessa in seconda divisione nel 2024.

## Palmarès

### Competizioni nazionali
- Second Division (Malta): 1

2017-2018
- Third Division (Malta): 1

2004-2005

### Altri piazzamenti
- First Division (Malta):

Secondo posto: 2018-19

## Organico

### Rosa 2022-2023
Aggiornato al 3 marzo 2023.
| N. |                     | Ruolo | Calciatore            |
| -- | ------------------- | ----- | --------------------- |
| 1  | Malta (bandiera)    | P     | Glenn Zammit          |
| 3  | Colombia (bandiera) | D     | Juan Bolaños          |
| 4  | Malta (bandiera)    | D     | Karl Micallef         |
| 5  | Brasile (bandiera)  | D     | André Fausto          |
| 7  | Malta (bandiera)    | C     | John Mintoff          |
| 8  | Giappone (bandiera) | C     | Tatsuro Nagamatsu     |
| 9  | Slovenia (bandiera) | A     | Vito Plut             |
| 10 | Malta (bandiera)    | C     | Ayrton Azzopardi      |
| 12 | Malta (bandiera)    | D     | Luke Grech            |
| 13 | Ghana (bandiera)    | C     | James Arthur          |
| 14 | Malta (bandiera)    | C     | Neil Anthony Micallef |
| 19 | Malta (bandiera)    | C     | Johan Bezzina         |
| 21 | Malta (bandiera)    | P     | Emanuel Galea         |
| 22 | Malta (bandiera)    | C     | Hubert Vella          |

| N. |                        | Ruolo | Calciatore         |
| -- | ---------------------- | ----- | ------------------ |
| 23 | Malta (bandiera)       | D     | Neil Tabone        |
| 26 | Malta (bandiera)       | P     | Manuel Bartolo     |
| 28 | Portogallo (bandiera)  | P     | Daniel Fernandes   |
| 30 | Argentina (bandiera)   | C     | Matías Muchardi    |
| 39 | Brasile (bandiera)     | C     | Samuel Gomes       |
| 77 | Argentina (bandiera)   | C     | Nicolas Navarrete  |
| 88 | Colombia (bandiera)    | D     | Farid Romero       |
| 92 | Malta (bandiera)       | A     | Jean Claude Bugeja |
| 99 | Malta (bandiera)       | A     | Tensior Gusman     |
|    | Malta (bandiera)       | P     | Matthew Farrugia   |
|    | Malta (bandiera)       | D     | Joseph Attard      |
|    | Malta (bandiera)       | P     | James Pisani       |
|    | Paesi Bassi (bandiera) | A     | Divaio Kolf        |
|    | Malta (bandiera)       | C     | Shaisen Attard     |